# Leptomyrmex melanoticus
Leptomyrmex melanoticus is een mierensoort uit de onderfamilie van de Dolichoderinae. De wetenschappelijke naam van de soort werd voor het eerst geldig gepubliceerd in 1934 door William Morton Wheeler.